# 13156 Mannoucyo
13156 Mannoucyo este un asteroid din centura principală de asteroizi.

## Descriere
13156 Mannoucyo este un asteroid din centura principală de asteroizi. A fost descoperit pe 20 septembrie 1995 la Kitami de Kin Endate și Kazuro Watanabe. Asteroidul prezintă o orbită caracterizată de o semiaxă mare de 2,19 ua, o excentricitate de 0,20 și o înclinație de 5,4° în raport cu ecliptica.